# Kaczeniec (Ostróda)
Kaczeniec (deutsch Friedenthal) ist ein Ort in der polnischen Woiwodschaft Ermland-Masuren. Er gehört zur Gmina Ostróda (Landgemeinde Osterode in Ostpreußen) im Powiat Ostródzki (Kreis Osterode in Ostpreußen).

## Geographische Lage
Kaczeniec liegt im Norden des Landschaftsschutzpark Kernsdorfer Höhen im südlichen Westen der Woiwodschaft Ermland-Masuren, 14 Kilometer südlich der Kreisstadt Ostróda (deutsch Osterode in Ostpreußen).

## Geschichte
Friedenthal – noch bis zum 18. Juli 1877 Karczeniec genannt – bestand ursprünglich aus einem großen Hof. Bis 1945 war es ein Wohnplatz der Gemeinde Bednarken (polnisch Bednarki) im Kreis Osterode in Ostpreußen.
Seit der Abtretung des gesamten südlichen Ostpreußen an Polen im Jahre 1945 trägt Friedenthal die polnische Namensform „Kazceniec“. Im Ortsgebiet stehen heute keine Gebäude. Es gehört offiziell zur Landgemeinde Ostróda (Osterode i. Ostpr.) im Powiat Ostródzki (Kreis Osterode in Ostpreußen), bis 1998 deer Woiwodschaft Olsztyn, seither der Woiwodschaft Ermland-Masuren zugehörig.

## Kirche
Bis 1945 war Friedenthal in die evangelische Kirche Döhringen (polnisch Durąg) bzw. in die römisch-katholische Kirche Osterode eingegliedert. Heute gehört es katholischerseits zu Durąg, evangelischerseits zur evangelisch-methodistischen Dreifaltigkeitskirche in Kraplewo (Kraplau) oder zur evangelisch-augsburgischen Kirche Ostróda.

## Verkehr
Kaczeniec liegt an einer Nebenstraße, die von Ryn (Rhein) nach Pietrzwałd (Peterswalde) verläuft. In Kaczeniec endet eine von Szczepankowo (Steffenswalde) herführende Straße.
Ein Bahnanschluss existiert nicht.